# Friedrich Specht (konstnär)
Friedrich Specht, född den 6 maj 1839 i Lauffen vid Neckar, död den 12 juni 1909 i Stuttgart, var en tysk målare.
Specht studerade i Stuttgart, blev djurmålare och är mest känd genom sina djurteckningar. Han utgav flera samlingar dylika samt illustrerade Brehms Das Thierleben och Martins Illustrierte Naturgeschichte der Thiere.